# رودلف چوتکا
رودلف چوتکا (انگلیسی: Rudolf Cvetko; ۱۷ نوامبر ۱۸۸۰ – ۱۵ دسامبر ۱۹۷۷) شمشیرباز اهل اتریش-مجارستان بود.